# Sergio Gori
Sergio Gori (Milánó, 1946. február 24. – Sesto San Giovanni, 2023. április 5.) világbajnoki ezüstérmes olasz labdarúgó, csatár.

## Pályafutása

### Klubcsapatban
A labdarúgást az Internazionale korosztályos csapatában kezdte, ahol 1964-ben mutatkozott be az első csapatban. 1966 és 1968 között a Vicenza labdarúgója volt, majd visszatért az Interhez egy idényre. 1969 és 1975 között a Cagliari, 1975 és 1977 között a Juventus, 1977–78-ban a Verona játékosa volt. Egy-egy bajnoki címet nyert az Interrel, a Cagliarival és a Juventus-szal. Az Interrel BEK-győztes volt 1965-ben, a Juvével UEFA-kupa győztes 1977-ben. Pályafutását 1978–79-ben az alsóbb osztályú Sant'Angelo együttesében fejezte be.

### A válogatottban
1970-ben három alkalommal szerepelt az olasz válogatottban. 1970-ben a mexikói világbajnokságon ezüstérmet szerzett a csapattal.

## Sikerei, díjai
Olaszország
- Világbajnokság
  - ezüstérmes: 1970, Mexikó

 Internazionale
- Olasz bajnokság (Serie A)
  - bajnok: 1964–65, 1965–66
- Bajnokcsapatok Európa-kupája (BEK)
  - győztes: 1964–65
- Interkontinentális kupa
  - győztes: 1965

 Cagliari
- Olasz bajnokság (Serie A)
  - bajnok: 1969–70

 Juventus
- Olasz bajnokság (Serie A)
  - bajnok: 1976–77
- UEFA-kupa
  - győztes: 1976–77

## Statisztika

### Mérkőzései az olasz válogatottban
| Olaszország | Olaszország       | Olaszország                | Olaszország | Olaszország | Olaszország | Olaszország    | Olaszország | Olaszország |
| #           | Dátum             | Helyszín                   | Hazai       | Eredmény    | Vendég      | Kiírás         | Gólok       | Esemény     |
| ----------- | ----------------- | -------------------------- | ----------- | ----------- | ----------- | -------------- | ----------- | ----------- |
| 1.          | 1970. június 14.  | Toluca, Estadio Luis Dosal | Mexikó      | 1 – 4       | Olaszország | vb-negyeddöntő | -           | 84'         |
| 2.          | 1970. október 17. | Bern, Wankdorfstadion      | Svájc       | 1 – 1       | Olaszország | barátságos     | -           |             |
| 3.          | 1970. október 31. | Bécs, Práter Stadion       | Ausztria    | 1 – 2       | Olaszország | barátságos     | -           | 76'         |
|             | Összesen          |                            |             | 3           | mérkőzés    |                | 0           | gól         |